# 下井阪簡易郵便局
下井阪簡易郵便局（しもいさかかんいゆうびんきょく）は、和歌山県紀の川市に所在する簡易郵便局である。局舎のロビーには2000羽を越えるフクロウの置物や手づくり雑貨が飾られ、「ふくろう郵便局」と呼ばれ親しまれている。局番号は47751。

## 沿革
- 1977年（昭和52年）10月1日 - 打田下井阪簡易郵便局として開設。
- 2007年（平成19年）10月1日 - 民営化。
- 2012年（平成24年）10月1日 - 日本郵便株式会社発足。
- 2013年（平成25年）5月1日 - 下井阪簡易郵便局に改称。

## 取扱内容
- 郵便、貯金、保険[2]

## ふくろう郵便局
この郵便局が「ふくろう郵便局」と呼ばれるようになった由来は、1995年まで遡る。のちに本郵便局の受託者となる一家が、1995年12月に岩出市の風吹峠をドライブ中に傷を負ったフクロウを発見した。「ポッポちゃん」と名づけられたこの鳥は、手当の甲斐なく数か月後に息を引き取った。埋葬しようとしたが、当時小学生だった長女の強い願いにより埋葬を取りやめ、職人の手により剥製が作られた。この剥製を自宅の玄関に飾ったところ、長男が希望の大学に合格するなど御利益が続いた。
2007年、一家が簡易郵便局の業務を受託すると、金融機関である郵便局を見守ってほしいと剥製を局内に移した。すると、訪れた利用客らがペーパークラフトや木彫りなどふくろうの手づくり雑貨を持ち寄るようになった。80歳近い陶芸家は、遺作として陶器製のふくろう像を寄贈したが、カウンターに鎮座する陶像が愛されている様子を見て再び陶芸を続ける決意をした。2011年には、傷ついた生きたフクロウが持ち込まれたことがあったが、局で3か月保護し再び自力で飛べるまでに快復した。
「この局で下ろしたお金で宝くじを買ったら当選した」「有名アーティストのイベントの代金をここで振り込んだら、最前列のチケットが取れた」などの幸運エピソードも寄せられるようになった。入学願書の受付シーズンには、1日に約250人が訪れることもあると言う。
フクロウの剥製は羽が柔らかいため3年ほどしか持たないと言われているが、「ポッポちゃん」の剥製は20年あまり経っても羽が1本も抜け落ちずに保たれている。
本郵便局の所在地は旧那賀郡打田町で、2005年11月7日に周辺の町と合併し紀の川市となった。2013年5月1日には、打田下井阪簡易郵便局から下井阪簡易郵便局に局名が変更になった。

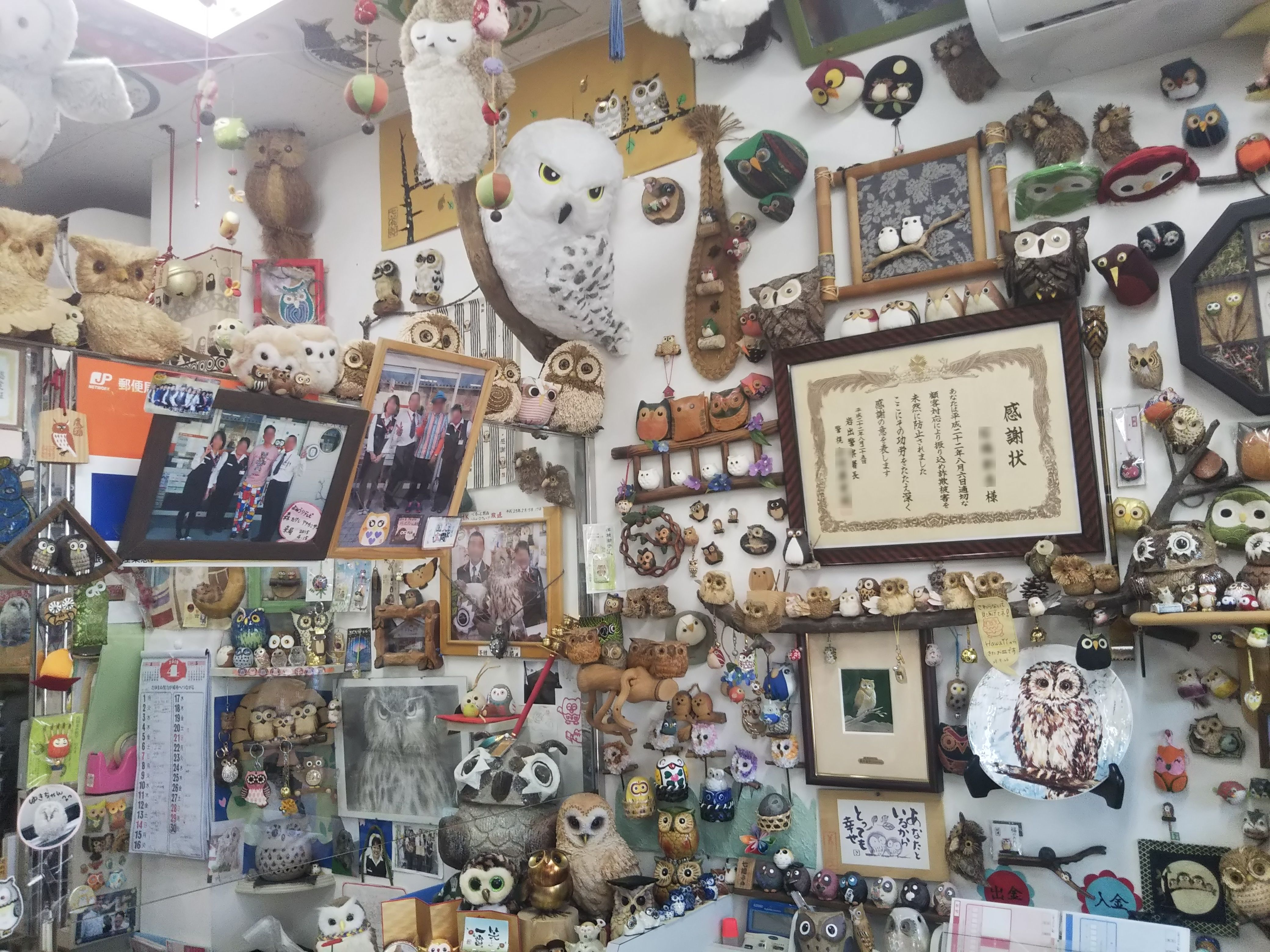
局舎内には、全国から寄せられたフクロウの手作りグッズが所狭しと飾られている
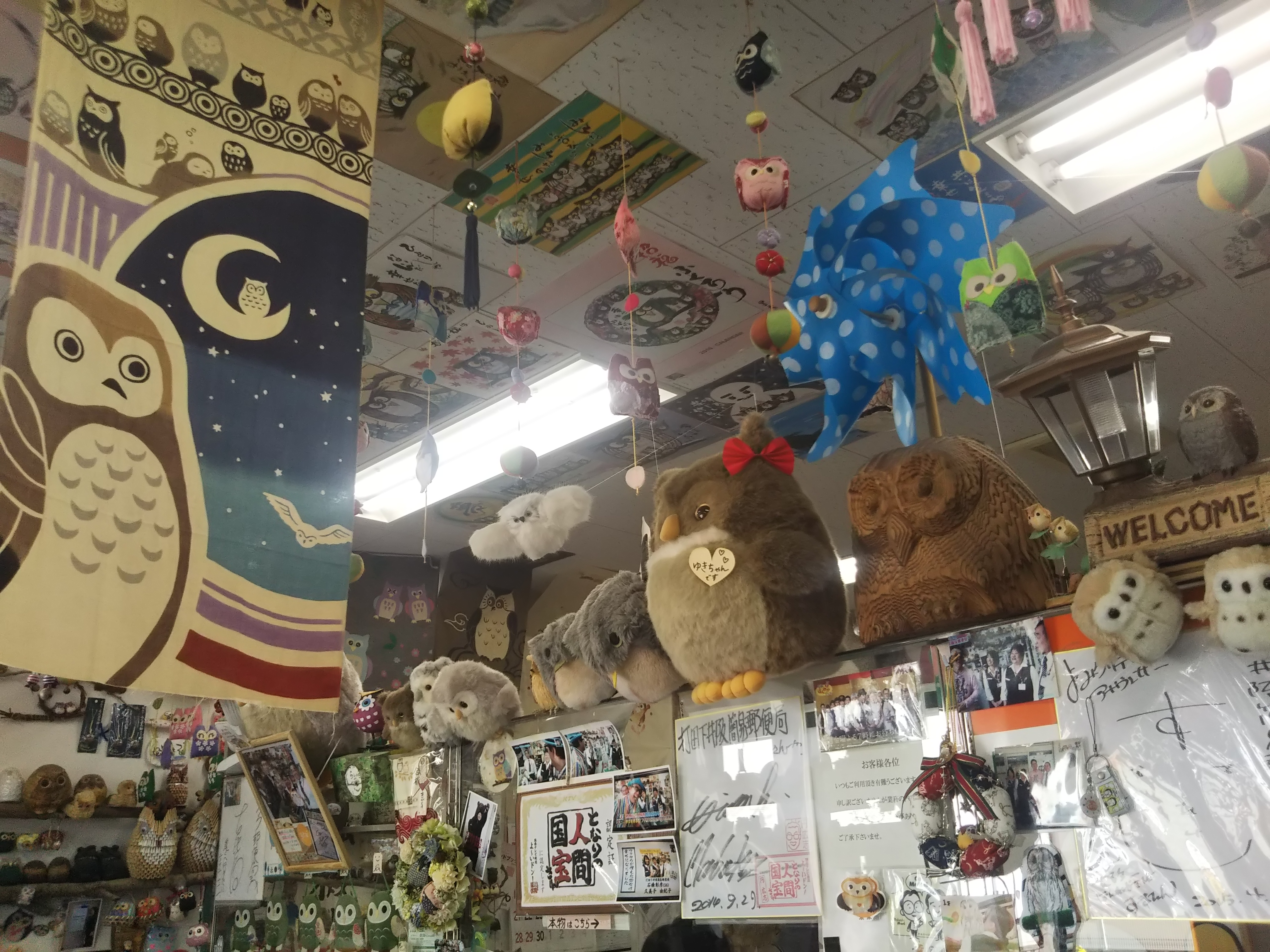
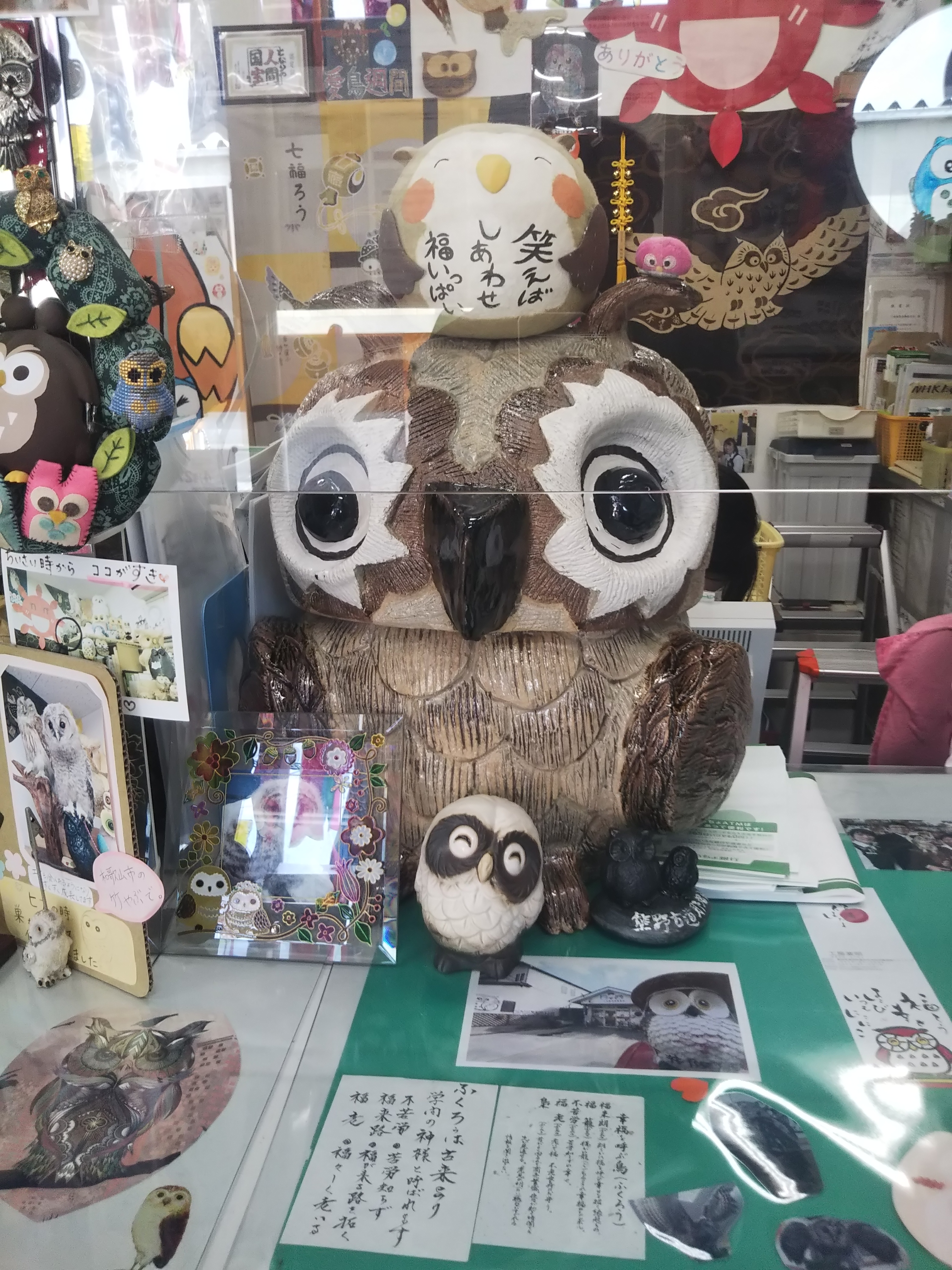

## アクセス
JR和歌山線下井阪駅から500m